# Alpen Cup w biegach narciarskich 2023/2024
Alpen Cup w biegach narciarskich 2023/2024 – to kolejna, 20. edycja tego cyklu zawodów. Pierwsze starty odbyły się 8 grudnia 2023 r. w szwajcarskim Ulrichen/Goms, natomiast ostatnie zawody zostały rozegrane 17 marca 2024 r. we włoskim Toblach. 

## Wyniki

### Mężczyźni
| 1. Ulrichen/Goms, 8–10 grudnia 2023 | 1. Ulrichen/Goms, 8–10 grudnia 2023 | 1. Ulrichen/Goms, 8–10 grudnia 2023 | 1. Ulrichen/Goms, 8–10 grudnia 2023 | 1. Ulrichen/Goms, 8–10 grudnia 2023 |
| Data                                | Konkurencja                         | miejsce                             | miejsce                             | miejsce                             |
| ----------------------------------- | ----------------------------------- | ----------------------------------- | ----------------------------------- | ----------------------------------- |
| 8 grudnia                           | Sprint st. klasycznym               | Rémi Bourdin                        | Victor Cullet                       | Sabin Coupat                        |
| 9 grudnia                           | Bieg na 10 km st. klasycznym        | Jonas Baumann                       | Rémi Bourdin                        | Giandomenico Salvadori              |
| 10 grudnia                          | Bieg masowy na 20 km st. dowolnym   | Fabrizio Albasini                   | Antonin Savary                      | Jonas Baumann                       |

| 2. St. Ulrich am Pillersee, 21–22 grudnia 2023 | 2. St. Ulrich am Pillersee, 21–22 grudnia 2023 | 2. St. Ulrich am Pillersee, 21–22 grudnia 2023 | 2. St. Ulrich am Pillersee, 21–22 grudnia 2023 | 2. St. Ulrich am Pillersee, 21–22 grudnia 2023 |
| Data                                           | Konkurencja                                    | miejsce                                        | miejsce                                        | miejsce                                        |
| ---------------------------------------------- | ---------------------------------------------- | ---------------------------------------------- | ---------------------------------------------- | ---------------------------------------------- |
| 21 grudnia                                     | Sprint st. dowolnym                            | Martino Carollo                                | Rémi Bourdin                                   | Elias Keck                                     |
| 22 grudnia                                     | Bieg na 10 km st. klasycznym                   | Maurice Manificat                              | Dietmar Nöckler                                | Nicola Wigger                                  |

| 3. Oberwiesenthal, 5–7 stycznia 2024 | 3. Oberwiesenthal, 5–7 stycznia 2024 | 3. Oberwiesenthal, 5–7 stycznia 2024 | 3. Oberwiesenthal, 5–7 stycznia 2024 | 3. Oberwiesenthal, 5–7 stycznia 2024 |
| Data                                 | Konkurencja                          | miejsce                              | miejsce                              | miejsce                              |
| ------------------------------------ | ------------------------------------ | ------------------------------------ | ------------------------------------ | ------------------------------------ |
| 5 stycznia                           | Sprint st. dowolnym                  | Alessandro Chiocchetti               | Simone Mocellini                     | Sabin Coupat                         |
| 6 stycznia                           | Bieg masowy na 20 km st. dowolnym    | Simone Mocellini                     | Alessandro Chiocchetti               | Sabin Coupat                         |
| 7 stycznia                           | Bieg na 10 km st. klasycznym         | Mathis Desloges                      | Max Göther                           | Julien Arnaud                        |

| 4. Jakuszyce, 20–21 stycznia 2024 | 4. Jakuszyce, 20–21 stycznia 2024   | 4. Jakuszyce, 20–21 stycznia 2024 | 4. Jakuszyce, 20–21 stycznia 2024 | 4. Jakuszyce, 20–21 stycznia 2024 |
| Data                              | Konkurencja                         | miejsce                           | miejsce                           | miejsce                           |
| --------------------------------- | ----------------------------------- | --------------------------------- | --------------------------------- | --------------------------------- |
| 20 stycznia                       | Bieg na 10 km st. dowolnym          | Mikael Abram                      | Martino Carollo                   | Andrea Zorzi                      |
| 21 stycznia                       | Bieg masowy na 20 km st. klasycznym | Korbinian Heiland                 | Martino Carollo                   | Jakob Walther                     |

| 5. Schilpario, 24–25 lutego 2024 | 5. Schilpario, 24–25 lutego 2024     | 5. Schilpario, 24–25 lutego 2024 | 5. Schilpario, 24–25 lutego 2024 | 5. Schilpario, 24–25 lutego 2024 |
| Data                             | Konkurencja                          | miejsce                          | miejsce                          | miejsce                          |
| -------------------------------- | ------------------------------------ | -------------------------------- | -------------------------------- | -------------------------------- |
| 24 lutego                        | Bieg na 10 km st. klasycznym         | Rémi Bourdin                     | Dietmar Nöckler                  | Sabin Coupat                     |
| 25 lutego                        | Bieg pościgowy na 20 km st. dowolnym | Sabin Coupat                     | Fabrizio Albasini                | Mathis Desloges                  |

| 6. Toblach, 15–17 marca 2024 | 6. Toblach, 15–17 marca 2024 | 6. Toblach, 15–17 marca 2024 | 6. Toblach, 15–17 marca 2024 | 6. Toblach, 15–17 marca 2024 |
| Data                         | Konkurencja                  | miejsce                      | miejsce                      | miejsce                      |
| ---------------------------- | ---------------------------- | ---------------------------- | ---------------------------- | ---------------------------- |
| 15 marca                     | Sprint st. klasycznym        | Rémi Bourdin                 | Giacomo Gabrielli            | Erwan Käser                  |
| 16 marca                     | Bieg na 10 km st. dowolnym   | Giovanni Ticco               | Giandomenico Salvadori       | Martino Carollo              |

### Kobiety
| 1. Ulrichen/Goms, 8–10 grudnia 2023 | 1. Ulrichen/Goms, 8–10 grudnia 2023 | 1. Ulrichen/Goms, 8–10 grudnia 2023 | 1. Ulrichen/Goms, 8–10 grudnia 2023 | 1. Ulrichen/Goms, 8–10 grudnia 2023 |
| Data                                | Konkurencja                         | miejsce                             | miejsce                             | miejsce                             |
| ----------------------------------- | ----------------------------------- | ----------------------------------- | ----------------------------------- | ----------------------------------- |
| 8 grudnia                           | Sprint st. klasycznym               | Mélissa Gal                         | Clémence Didierlaurent              | Nicole Monsorno                     |
| 9 grudnia                           | Bieg na 10 km st. klasycznym        | Mélissa Gal                         | Giuliana Werro                      | Martina di Centa                    |
| 10 grudnia                          | Bieg masowy na 10 km st. dowolnym   | Mélissa Gal                         | Maëlle Veyre                        | Marina Kälin                        |

| 2. St. Ulrich am Pillersee, 21–22 grudnia 2023 | 2. St. Ulrich am Pillersee, 21–22 grudnia 2023 | 2. St. Ulrich am Pillersee, 21–22 grudnia 2023 | 2. St. Ulrich am Pillersee, 21–22 grudnia 2023 | 2. St. Ulrich am Pillersee, 21–22 grudnia 2023 |
| Data                                           | Konkurencja                                    | miejsce                                        | miejsce                                        | miejsce                                        |
| ---------------------------------------------- | ---------------------------------------------- | ---------------------------------------------- | ---------------------------------------------- | ---------------------------------------------- |
| 21 grudnia                                     | Sprint st. dowolnym                            | Alina Meier                                    | Nadja Kälin                                    | Nicole Monsorno                                |
| 22 grudnia                                     | Bieg na 10 km st. klasycznym                   | Nadja Kälin                                    | Iris De Martin Pinter                          | Giuliana Werro                                 |

| 3. Oberwiesenthal, 5–7 stycznia 2024 | 3. Oberwiesenthal, 5–7 stycznia 2024 | 3. Oberwiesenthal, 5–7 stycznia 2024 | 3. Oberwiesenthal, 5–7 stycznia 2024 | 3. Oberwiesenthal, 5–7 stycznia 2024 |
| Data                                 | Konkurencja                          | miejsce                              | miejsce                              | miejsce                              |
| ------------------------------------ | ------------------------------------ | ------------------------------------ | ------------------------------------ | ------------------------------------ |
| 5 stycznia                           | Sprint st. dowolnym                  | Federica Cassol                      | Anna-Maria Dietze                    | Marina Kälin                         |
| 6 stycznia                           | Bieg masowy na 20 km st. dowolnym    | Helen Hoffmann                       | Lena Keck                            | Anna-Maria Dietze                    |
| 7 stycznia                           | Bieg na 10 km st. klasycznym         | Helen Hoffmann                       | Kaidy Kaasiku                        | Theresa Fürstenberg                  |

| 4. Jakuszyce, 20–21 stycznia 2024 | 4. Jakuszyce, 20–21 stycznia 2024   | 4. Jakuszyce, 20–21 stycznia 2024 | 4. Jakuszyce, 20–21 stycznia 2024 | 4. Jakuszyce, 20–21 stycznia 2024 |
| Data                              | Konkurencja                         | miejsce                           | miejsce                           | miejsce                           |
| --------------------------------- | ----------------------------------- | --------------------------------- | --------------------------------- | --------------------------------- |
| 20 stycznia                       | Bieg na 10 km st. dowolnym          | Martina Bellini                   | Sara Hutter                       | Amelie Hofmann                    |
| 21 stycznia                       | Bieg masowy na 20 km st. klasycznym | Martina Bellini                   | Theresa Fürstenberg               | Barbora Havlíčková                |

| 5. Schilpario, 24–25 lutego 2024 | 5. Schilpario, 24–25 lutego 2024     | 5. Schilpario, 24–25 lutego 2024 | 5. Schilpario, 24–25 lutego 2024 | 5. Schilpario, 24–25 lutego 2024 |
| Data                             | Konkurencja                          | miejsce                          | miejsce                          | miejsce                          |
| -------------------------------- | ------------------------------------ | -------------------------------- | -------------------------------- | -------------------------------- |
| 24 lutego                        | Bieg na 10 km st. klasycznym         | Marina Kälin                     | Julie Pierrel                    | Helen Hoffmann                   |
| 25 lutego                        | Bieg pościgowy na 10 km st. dowolnym | Helen Hoffmann                   | Marina Kälin                     | Anja Weber                       |

| 6. Toblach, 15–17 marca 2024 | 6. Toblach, 15–17 marca 2024 | 6. Toblach, 15–17 marca 2024 | 6. Toblach, 15–17 marca 2024 | 6. Toblach, 15–17 marca 2024 |
| Data                         | Konkurencja                  | miejsce                      | miejsce                      | miejsce                      |
| ---------------------------- | ---------------------------- | ---------------------------- | ---------------------------- | ---------------------------- |
| 15 marca                     | Sprint st. klasycznym        | Mélissa Gal                  | Marina Kälin                 | Julie Pierrel                |
| 16 marca                     | Bieg na 10 km st. dowolnym   | Francesca Franchi            | Nadine Laurent               | Marina Kälin                 |

### Sztafety mieszane
| 6. Toblach, 15–17 marca 2024 | 6. Toblach, 15–17 marca 2024 | 6. Toblach, 15–17 marca 2024                                                          | 6. Toblach, 15–17 marca 2024                                                        | 6. Toblach, 15–17 marca 2024                                                    |
| Data                         | Konkurencja                  | miejsce                                                                               | miejsce                                                                             | miejsce                                                                         |
| ---------------------------- | ---------------------------- | ------------------------------------------------------------------------------------- | ----------------------------------------------------------------------------------- | ------------------------------------------------------------------------------- |
| 17 marca                     | Sztafeta mieszana (4×7,5 km) | Włochy I Francesca Franchi · Nadine Laurent · Giandomenico Salvadori · Giovanni Ticco | Włochy II Martina Bellini · Federica Sanfilippo · Luca Del Fabbro · Martino Carollo | Szwajcaria I Giuliana Werro · Marina Kälin · Candide Pralong · Pierrick Cottier |